# VL80

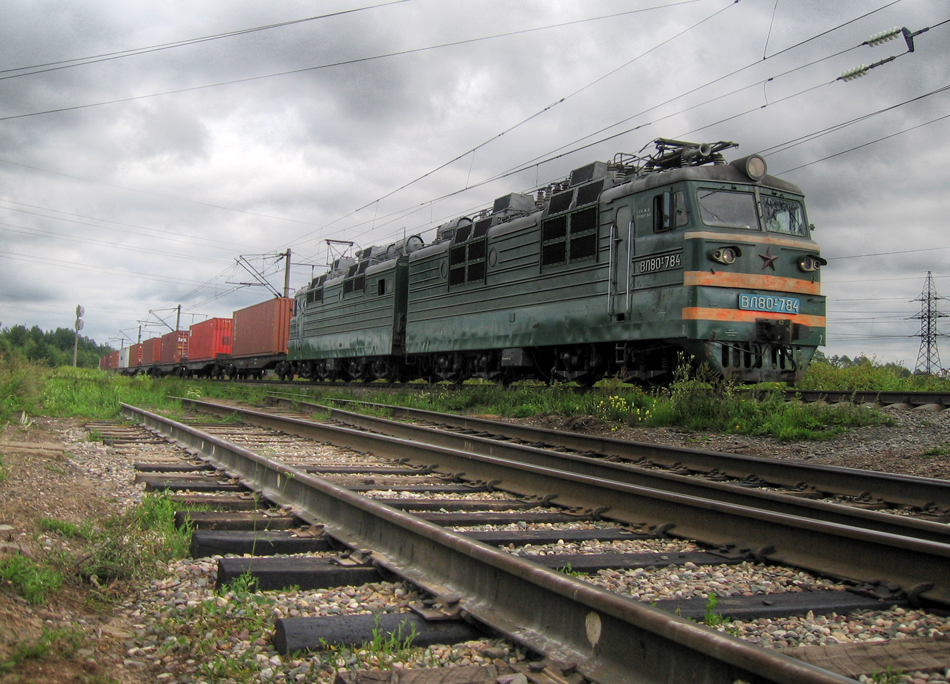
VL80t-784 기관차

VL80(러시아어: ВЛ80)은 소련의 간선 화물 운송 전기 기관차 가운데 하나로 전기 공급 제식이 2,500볼트 교류-직류 전철인 전기화 철도에 적용되었다. VL은 블라디미르 레닌의 머리글자이다. 원래는 N8O(러시아어: Н8О)라고 불렀다.
1961년 러시아에 위치한 노보체르카스크 전기 기관차 공장에서 VL60형 전기 기관차를 기반으로 하여 제작된 쌍끌이 8축 전기 기관차로서 1963년에는 실리콘 정류기 및 변압기 저압측 조압을 적용한 VL80K형 전기 기관차의 개발에 성공했다. 그 외에 저항 제동이 있는 VL80K형 기관차, 정차관 부등분 3단 전관교로 압력을 조절하고 재생 제동을 할 수 있는 VL80R형 기관차가 개발되었다.
1993년에 생산이 중단될 때까지 노보체르카스크 전기 기관차 공장은 총 4,921대의 VL80형 전기 기관차를 생산하여 소련 철도 역사상 최대 생산량을 기록한 전기 기관차가 되었다.

## 사양
- UIC 분류: Bo'Bo'+Bo'Bo'Bo'
- 궤간: 1,520mm
- 바퀴 지름: 1,250mm
- 축 중량: 23t
- 기관차 길이: 2 × 16,420mm
- 기관차 너비: 3,160mm
- 기관차 높이: 5,100mm
- 정비 중량: 2 × 92t
- 수류 전압: AC 25kV 50Hz
- 전동 방식: 직류 전기
- 견인 전동기: NB-418K
- 최고 속도: 110km/시간
- 지속 속도: 51.6km/시간 (일시적), 53.6km/시간 (지속)
- 견인 전력: 6,520kW (일시적), 6,160kW (지속)